# 布里奇沃特 (紐約州普查規定居民點)
布里奇沃特（英語：Bridgewater）是位於美國紐約州奧奈達縣的普查規定居民點。

## 人口
根據2020年美國人口普查的數據，布里奇沃特的面積為2.52平方千米，皆為陸地。當地共有人口516人，而人口密度為每平方千米204.76人。